# Khalid Askri
Khalid Askri  est un footballeur international marocain, né le 20 mars 1981 à Missour. Il évolue au poste de gardien de but au Difaâ d'El Jadida.

## Biographie
Né à Missour et formé aux FAR de Rabat. Lors d'un match des huitièmes de finale de la Coupe du Trône 2009-2010 opposant son équipe à celle du Maghreb de Fès, il se rendit célèbre en commettant une grossière erreur d'appréciation. Lors de la séance de tirs au but, il dévie le tir du joueur adverse et, alors qu'il célèbre son « arrêt » devant les supporters de son équipe, ne remarque pas que le ballon a pris un effet rétro lors du rebond et rentre doucement dans le but. L'arbitre valide le but ce qui sera la cause directe de l'élimination de son équipe, bien qu'il ait été l'auteur d'une très bonne prestation lors du match. La vidéo de l'action avait connu un grand succès sur YouTube et atteint dix millions de vues en trois jours avant d'être supprimée pour violation de copyright. Cependant, d'autres vidéos du même incident ont été ajoutés par les internautes.
Près de deux semaines plus tard, il commet une seconde bourde, son défenseur lui délivre une passe anodine, mais suivi d'un pressing du joueur adverse, il se fait tacler et le ballon file au fond des filets. Effondré, il a donc de ce pas quitté le terrain en enlevant son maillot puis ses gants avant de filer aux vestiaires. À la suite de cette nouvelle erreur, le gardien de but des FAR, pourtant titulaire indiscutable, sera transféré à sa demande sous forme de prêt chez le club promu de 1re division marocaine du Chabab Rif Al Hoceima.
En 2012, le club rajaoui a besoin d'un gardien de but supplémentaire pour la Ligue des champions de la CAF ; Khalid Askri est prêté au Raja de Casablanca pour six mois. À la fin de son prêt, il est transféré définitivement au Raja et signe un contrat de trois ans. En 2013, il participe avec le Raja de Casablanca à la Coupe du monde des clubs.
| Matches internationaux de Khalid Askri | Matches internationaux de Khalid Askri | Matches internationaux de Khalid Askri          | Matches internationaux de Khalid Askri | Matches internationaux de Khalid Askri | Matches internationaux de Khalid Askri | Matches internationaux de Khalid Askri | Matches internationaux de Khalid Askri |
| 0                                      | Date                                   | Lieu                                            | Adversaire                             | Score                                  | Résultats                              | Compétitions                           |                                        |
| -------------------------------------- | -------------------------------------- | ----------------------------------------------- | -------------------------------------- | -------------------------------------- | -------------------------------------- | -------------------------------------- | -------------------------------------- |
| 1                                      | 12 janvier 2013                        | Rand Stadium (en), Johannesburg, Afrique du Sud | Namibie                                | —                                      | 2-1                                    | Match amical                           |                                        |

## Carrière
- 1998 - 2011  :  FAR de Rabat
- 2011 - 2012  :  Chabab Rif Al Hoceima
- 2012 - 2015  :  Raja de Casablanca[2]

## Palmarès
- Vainqueur de la Coupe arabe des nations en 2012 avec le Maroc.
- Champion du Maroc en 2013 avec le Raja de Casablanca.
- Vainqueur de la Coupe du Trône en 2012 avec le Raja de Casablanca.
- Finaliste de la Coupe du Trône en 2013 avec le Raja de Casablanca.
- Finaliste de la Coupe du monde des clubs de la FIFA 2013 avec le Raja de Casablanca.
- Vice-Champion du Maroc en 2014 avec le Raja de Casablanca.